# Ormoy (Eure i Loir)
Ormoy és un municipi francès, situat al departament de l'Eure i Loir i a la regió de Centre – Vall del Loira. L'any 2007 tenia 251 habitants.

## Demografia

### Població
El 2007 la població de fet d'Ormoy era de 251 persones. Hi havia 78 famílies, de les quals 8 eren unipersonals (4 homes vivint sols i 4 dones vivint soles), 29 parelles sense fills i 41 parelles amb fills.
La població ha evolucionat segons el següent gràfic:
Habitants censats

### Habitatges
El 2007 hi havia 93 habitatges, 85 eren l'habitatge principal de la família, 4 eren segones residències i 5 estaven desocupats. Tots els 93 habitatges eren cases. Dels 85 habitatges principals, 79 estaven ocupats pels seus propietaris, 4 estaven llogats i ocupats pels llogaters i 1 estava cedit a títol gratuït; 2 tenien dues cambres, 8 en tenien tres, 16 en tenien quatre i 58 en tenien cinc o més. 66 habitatges disposaven pel capbaix d'una plaça de pàrquing. A 18 habitatges hi havia un automòbil i a 66 n'hi havia dos o més.

### Piràmide de població
La piràmide de població per edats i sexe el 2009 era:
| Homes | Edats   | Dones |
| ----- | ------- | ----- |
| 0     | 95 o +  | 0     |
| 0     | 90 a 94 | 0     |
| 0     | 85 a 89 | 0     |
| 0     | 80 a 84 | 4     |
| 0     | 75 a 79 | 0     |
| 4     | 70 a 74 | 0     |
| 0     | 65 a 69 | 4     |
| 8     | 60 a 64 | 8     |
| 4     | 55 a 59 | 4     |
| 12    | 50 a 54 | 8     |
| 8     | 45 a 49 | 8     |
| 4     | 40 a 44 | 12    |
| 8     | 35 a 39 | 0     |
| 12    | 30 a 34 | 8     |
| 8     | 25 a 29 | 12    |
| 8     | 20 a 24 | 0     |
| 4     | 15 a 19 | 4     |
| 16    | 10 a 14 | 8     |
| 0     | 5 a 9   | 12    |
| 4     | 0 a 4   | 8     |

## Economia
El 2007 la població en edat de treballar era de 178 persones, 139 eren actives i 39 eren inactives. De les 139 persones actives 126 estaven ocupades (65 homes i 61 dones) i 13 estaven aturades (6 homes i 7 dones). De les 39 persones inactives 12 estaven jubilades, 13 estaven estudiant i 14 estaven classificades com a «altres inactius».

### Ingressos
El 2009 a Ormoy hi havia 78 unitats fiscals que integraven 235,5 persones, la mediana anual d'ingressos fiscals per persona era de 21.528 €.

### Activitats econòmiques
Dels 10 establiments que hi havia el 2007, 7 eren d'empreses de construcció, 1 d'una empresa de comerç i reparació d'automòbils, 1 d'una empresa immobiliària i 1 d'una empresa de serveis.
Dels 7 establiments de servei als particulars que hi havia el 2009, 2 eren paletes, 1 guixaire pintor, 1 fusteria, 2 lampisteries i 1 agència immobiliària.
L'any 2000 a Ormoy hi havia 5 explotacions agrícoles que ocupaven un total de 635 hectàrees.

## Poblacions més properes
El següent diagrama mostra les poblacions més properes.